# 鄭佩佩
鄭佩佩（英語：Cheng Pei-pei，1946年1月6日—2024年7月17日）是一名美籍華人香港女演員，被認為是香港電影界第一位女性武術演員，有「一代俠女」之稱。鄭佩佩因在1966年由胡金銓執導的香港武俠電影《大醉俠》中飾演金燕子，以及在1993年由李力持執導的香港喜劇電影《唐伯虎點秋香》飾演華夫人一角的演出亦深入民心。她在2000年李安執導的武俠電影《臥虎藏龍》中飾演碧眼狐狸而聞名。另外她在2020年妮基·卡羅執導的美國華特迪士尼影片出品動畫電影的真人翻拍版《花木蘭》中飾演媒婆。2024年獲得第61屆金馬獎『終身成就獎』。
鄭佩佩生於上海，父亲蒋学成是浙江绍兴人，母亲是广东中山人，隨母姓。前夫原文通是臺北商人，兩人育有三女一子。長女原麗淇與三女原子鏸皆為演員；次女原和珍曾為演員、現為製作人；獨子原和玉為節目主持人。
2024年7月19日早上，鄭佩佩所屬的凱藝娛樂在社交媒體發表訃告，鄭佩佩已於7月17日在美國病逝，隨後獲其經紀公司發文證實。

## 生平
1946年1月6日郑佩佩出生于上海，祖籍浙江绍兴，家中有兄弟姐妹四人，郑佩佩排行最大，弟弟郑业成，妹妹郑小佩、郑保佩。父亲蒋学成是上海巡捕房的当差，抗战结束后开了中国第一家墨水厂—A字墨水厂，1952年因反革命下放劳改，父亲与郑佩佩从此没再相见，1963年，蒋学成在狱中去世，母亲曾是父亲秘书，之后成为他的外室，受郑佩佩父亲的出身成分影响，母亲要划清界线，让郑佩佩等子女跟她改姓郑，郑佩佩全家曾住在上海淮海中路的飞龙大楼，中華人民共和國成立后搬进淮海中路2018号。郑佩佩小学就读于上海世界小学，与葛兰，陈厚等明星是校友，中学就读于市三女中，与沈殿霞是校友，鄭佩佩於上海自中學時期曾學習芭蕾舞6年。1960年，郑佩佩在市三女中读初二下半期时移居香港。
1962年5月郑佩佩在香港被邵氏兄弟南国实验剧团训练班第一期录取为学生，与于倩、邢慧、秦萍、午馬等成为同学。毕业后郑佩佩進入邵氏當演員，郑佩佩与邵氏签下八年合约，五年死约，三年活约。
1965年，鄭佩佩憑邵氏兄弟台灣分公司導演潘壘拍攝的文藝片《情人石》參加亞洲影展，獲得美國國際獨立製片人協會「最具前途影星金武士獎」，随后在胡金铨《大醉侠》中的演出更奠定其一代银幕女侠的地位，縱橫影壇數十年，拍過無數電影，近作《臥虎藏龍》中飾演碧眼狐狸獲香港電影金像獎最佳女配角的殊榮。
1970年，鄭佩佩退出影壇，並赴美國與原文通結婚；婚後進入美國大學進修，攻讀舞蹈藝術。1973年，鄭佩佩曾為嘉禾電影復出拍攝《鐵娃》及《虎辮子》兩齣電影，拍完後便回美國繼續定居。
1980年代，鄭佩佩在美國洛杉磯開設電視節目製作公司「星象傳播股份有限公司」，為廣電基金公共電視節目製播組製作兼主持美國華人紀錄片系列《繼往開來》。
1981年3月29日，中國電視公司新聞雜誌節目《60分鐘》在洛杉磯成立第一支國外製作小組，負責專題報導美國新聞事件，鄭佩佩為成立時組員之一。
1987年，鄭佩佩與原文通離婚，復出拍片；1992年，皈依在佛光山開山祖師星雲大師座下，法名「普方」；1997年以後活躍於小银幕。
2018年11月，郑佩佩获第24届华鼎奖终身成就奖。
2024年7月19日，香港傳媒報導鄭佩佩於7月17日在美國病逝，隨後獲其經紀公司發文證實。 在鄭佩佩臨終前數月，刘涛曾在节目上透露郑佩佩身体特别不好。据报道，郑佩佩生前罹患一種名叫「皮質基底核退化症」的神经退行性非典型柏金遜症，这是一种与柏金遜症症状类似的疾病，尚无有效治疗方法。 為悼念鄭佩佩，無綫電視TVB Plus以「永遠懷念鄭佩佩」名義，於2024年7月20日重播其飾演華夫人一角的1993年香港喜劇電影《唐伯虎點秋香》。
2024年8月29日，金馬獎執委會公佈將於本年11月舉行的第61屆頒獎典禮上向鄭佩佩追贈終身成就獎。

## 家庭
鄭佩佩曾八次怀孕，流产四次，共有3女1子：長女原麗淇，次女原和珍，三女原子鏸和老幺原和玉。

## 作品

### 電影
| 年份   | 片名                           | 角色                    | 备注       |
| ------ | ------------------------------ | ----------------------- | ---------- |
| 1964年 | 《妲己》                       | 舞女（客串）            |            |
| 1964年 | 《情人石》                     | 林秋子                  |            |
| 1965年 | 《蘭嶼之歌》                   | 雅兰                    |            |
| 1965年 | 《寶蓮燈》                     | 刘彦昌（反串）          |            |
| 1966年 | 《大醉俠》                     | 金燕子                  | 成名作品   |
| 1966年 | 《鐵扇公主》                   | 白骨精                  |            |
| 1966年 | 《龍虎溝》                     | 郭二妞                  |            |
| 1966年 | 《欢乐青春》                   |                         |            |
| 1967年 | 《香江花月夜》                 | 贾娟娟                  |            |
| 1967年 | 《神劍震江湖》                 | 苏皎皎（殷素素）        |            |
| 1967年 | 《諜網嬌娃》                   |                         |            |
| 1968年 | 《艷陽天》                     | 陈小芸                  |            |
| 1968年 | 《金燕子》                     | 金燕子（谢如燕）        |            |
| 1968年 | 《紅辣椒》                     | 红辣椒                  |            |
| 1969年 | 《玉羅剎》                     | 冷秋寒（玉罗刹）        |            |
| 1969年 | 《飛刀手》                     | 于英                    |            |
| 1969年 | 《毒龍潭》                     | 樊瑛/青儿               |            |
| 1969年 | 《虎膽》                       | 上官秀仪                |            |
| 1969年 | 《龍門金劍》                   | 魏金凤                  |            |
| 1970年 | 《荒江女俠》                   | 瑛琪                    |            |
| 1970年 | 《五虎屠龍》                   | 燕来                    |            |
| 1970年 | 《影子神鞭》                   | 杨寒云                  |            |
| 1970年 | 《俠影香蹤》                   |                         |            |
| 1971年 | 《鍾馗娘子》                   | 冷玉霜（钟馗娘子）      |            |
| 1971年 | 《拼命娘子》                   |                         |            |
| 1972年 | 《玉女嬉春》                   | 歌星（客串）            |            |
| 1973年 | 《鐵娃》                       |                         |            |
| 1974年 | 《虎辮子》                     |                         |            |
| 1977年 | 《玉羅劍》                     |                         |            |
| 1982年 | 《烈日女蛙人》                 |                         |            |
| 1983年 | 《天下第一》                   |                         |            |
| 1988年 | 《七小福》                     |                         |            |
| 1993年 | 《唐伯虎點秋香》               | 华夫人                  |            |
| 1993年 | 《绑架黄七辉》                 | 龔慈心 （原型為龔如心） |            |
| 1994年 | 《亂世超人》                   |                         |            |
| 1994年 | 《非洲超人》                   |                         |            |
| 1994年 | 《情人的情人》                 |                         |            |
| 1994年 | 《咏春》                       | 五枚師太                |            |
| 1994年 | 《神凤苗翠琴》                 |                         |            |
| 1996年 | 《運財五福星》                 | 賭霸                    |            |
| 1997年 | 《老鼠龙之猛龙过港》           |                         |            |
| 1999年 | 《真心話》                     |                         |            |
| 1999年 | 《中華英雄》                   | 白素蓮                  |            |
| 2000年 | 《薰衣草》                     | 董夫人                  |            |
| 2000年 | 《臥虎藏龍》                   | 碧眼狐狸                |            |
| 2000年 | 《生死拳速》                   |                         |            |
| 2000年 | 《變身國王》                   | 伊絲瑪（配音）          |            |
| 2001年 | 《武神黑侠》                   |                         |            |
| 2002年 | 电视电影《杨门女将》           | 佘太君                  |            |
| 2002年 | 《龙腾虎跃》                   | 策划                    |            |
| 2002年 | 《赤裸特工》                   | Faye                    |            |
| 2004年 | 《性感都市》                   |                         |            |
| 2004年 | 《天作之盒》                   |                         |            |
| 2005年 | 《融之堂》                     |                         |            |
| 2005年 | 《无敌小子霍元甲》             |                         |            |
| 2007年 | 《白鹤功夫传》                 |                         |            |
| 2007年 | 《鬼月殺機》                   | Aunt Mei                |            |
| 2007年 | 《功夫好男儿》                 | 兰姑妈                  |            |
| 2008年 | 《街头霸王春麗傳》             | Zhilan古董店老板        |            |
| 2010年 | 《财神到》                     |                         |            |
| 2010年 | 《回马枪》                     | （客串）                |            |
| 2010年 | 《御前侍卫》                   |                         |            |
| 2010年 | 《杨门女将之军令如山》         | 佘太君                  |            |
| 2011年 | 《頭七還魂夜》                 |                         |            |
| 2011年 | 《極速天使》                   |                         | 洪小衣之母 |
| 2012年 | 《異度迷局》                   |                         |            |
| 2014年 | 《永春白鶴拳之擎天畫卷》       |                         |            |
| 2014年 | 《黎明之眼》                   | 秋山和美                |            |
| 2014年 | 《輕輕搖晃》                   | Junn                    |            |
| 2015年 | 《璀璨的婚礼》                 | （客串）                | 2011年拍   |
| 2015年 | 《搏击迷城》                   |                         |            |
| 2016年 | 《打開我天空》                 | （客串）                |            |
| 2017年 | 《讓愛活下去》                 |                         |            |
| 2017年 | 《Meditation Park》            |                         | 加拿大電影 |
| 2017年 | 《逃离现场》                   |                         |            |
| 2019年 | 《唐伯虎點秋香2019》(網絡電影) | 華夫人                  |            |
| 2019年 | 《童童的風鈴密室》             | 秦怡                    |            |
| 2020年 | 《花木兰》                     | 媒婆                    |            |

### 電視劇
| 年份   | 劇名                         | 角色             | 备注                         |
| ------ | ---------------------------- | ---------------- | ---------------------------- |
| 1980年 | 《俠影香踪》（台視）         | 任君飛           | 主演（故事為三集一單元性質） |
| 1983年 | 《江南遊龍》－魚翠孃         | 魚翠孃           |                              |
| 1984年 | 《霍東閣》                   | 陳士超           |                              |
| 1997年 | 《我來自潮州》               | 潘玉莲           |                              |
| 1997年 | 《上海探戈》                 | 任母             |                              |
| 1997年 | 《千秋家国梦》               | 养母朱氏         |                              |
| 1998年 | 《新编花木兰/花木兰》        | 李亮的母亲       |                              |
| 1998年 | 《马永贞之争霸上海滩》       | 马永贞的母亲     | 又名:马永贞之英雄血          |
| 1999年 | 《少年英雄方世玉》           | 五梅师太         |                              |
| 1999年 | 《神捕/神劍萬里追》          | 海大娘（金燕子） |                              |
| 1999年 | 《花木蘭》                   | 李亮母           |                              |
| 2000年 | 《少年包青天》               | 包大娘           |                              |
| 2000年 | 《楊門女將》                 | 佘賽花           |                              |
| 2002年 | 《书剑恩仇录》               | 崇慶皇太后       |                              |
| 2003年 | 《天下太平》                 | 皇太后           |                              |
| 2004年 | 《仙劍奇俠傳》               | 姥姥             |                              |
| 2004年 | 《水月洞天》                 | 龙婆             |                              |
| 2004年 | 《灵镜传奇》                 | 龙婆             |                              |
| 2004年 | 《聊齋之阿宝》               | 苗婆婆           |                              |
| 2005年 | 《无敌小子霍元甲》           |                  |                              |
| 2005年 | 《蒲公英》                   | 向晴母親         |                              |
| 2005年 | 《天下太平》                 |                  |                              |
| 2005年 | 《君子好逑》                 | 铁夫人           |                              |
| 2005年 | 《李衛辭官》                 | 李母             |                              |
| 2006年 | 《至尊红颜》                 | 贾佘蕙君         | 新加坡版                     |
| 2007年 | 《苏东坡》                   |                  |                              |
| 2008年 | 《家有儿女新传》             | 唐奶奶           |                              |
| 2008年 | 《滴血深宅/向日葵》          | 叶信芳           |                              |
| 2008年 | 《故梦》                     | 陆老夫人         |                              |
| 2008年 | 《多情女人痴情男》           | 王婉仪           |                              |
| 2009年 | 《莲花雨》                   | 江燕云           |                              |
| 2009年 | 《贤妻良母》                 | 沈美云           |                              |
| 2009年 | 《唐伯虎点秋香2》            | 华夫人           |                              |
| 2009年 | 《一一向前冲》/S女出没，注意 | 曹母             |                              |
| 2010年 | 《天涯织女》                 | 方戴氏           |                              |
| 2010年 | 《中国式相亲》               | 苏奶奶           |                              |
| 2011年 | 《大唐儒将开漳圣王》         | 魏敬             | 2007年拍攝                   |
| 2012年 | 《老蒲的春夏秋冬》           | 戴琳             |                              |
| 2012年 | 《軒轅劍之天之痕》           | 马婆婆(客串)     |                              |
| 2012年 | 《自古英雄出少年》           | 宝婆婆           |                              |
| 2012年 | 《咏春传奇》                 |                  |                              |
| 2013年 | 《精忠岳飞》                 | 岳母             |                              |
| 2013年 | 《花木兰传奇》               | 瞎婆婆           |                              |
| 2013年 | 《千金归来》                 | 容妈             |                              |
| 2014年 | 《犀利仁師》                 | 趙德祝(客串)     |                              |
| 2014年 | 《情定三生》                 | 迟老夫人         |                              |
| 2015年 | 《极品新娘》                 | 郭嬤嬤           |                              |
| 2015年 | 《盜墓筆記第一季》           | 霍老太太         | 網絡劇                       |
| 2016年 | 《情谜睡美人》               | 秦奶奶           | 又名:爱丽的秘密              |
| 2016年 | 《远得要命的爱情》           | 王美玲           |                              |
| 2016年 | 《幻城》                     | 封天             |                              |
| 2017年 | 《幻城凡世》                 | Fiona/封天婆婆   | 網絡劇                       |
| 2017年 | 《小情人》                   | 奶奶             |                              |
| 2017年 | 《盲约》                     | 婆婆             |                              |
| 2023年 | 《非常后妈》                 | 杜奶奶           |                              |
| 待播   | 《漂亮宝贝》                 |                  | 又名:魔法宝贝                |

### 綜藝節目
- 2014年《花兒與少年第一季》
- 2017年《親愛的·客棧》 客串

## 節目通告
- 中視《改變的起點》(2017年4月23日)
- TVBS《小燕有約》(2017年5月26日)

## 著作
- 出版日期：2017年／書名：《回首一笑七十年》／出版社：香海文化／ISBN 9789869311250

## 廣告及代言
- 2006年：澳洲骨樂靈（與曾江）[18]

## 外部連結
- 鄭佩佩在互联网电影资料库（IMDb）上的資料（英文）
- 鄭佩佩在香港影庫上的簡介
- 鄭佩佩在豆瓣上的资料（简体中文）
- 鄭佩佩在时光网上的簡介（简体中文）
- 鄭佩佩的新浪微博